# Pyrgus malvoides
Pyrgus malvoides es un lepidóptero ropalócero de la familia Hesperiidae. 

## Descripción
Tiene una envergadura alar de entre 24 y 26 mm. 

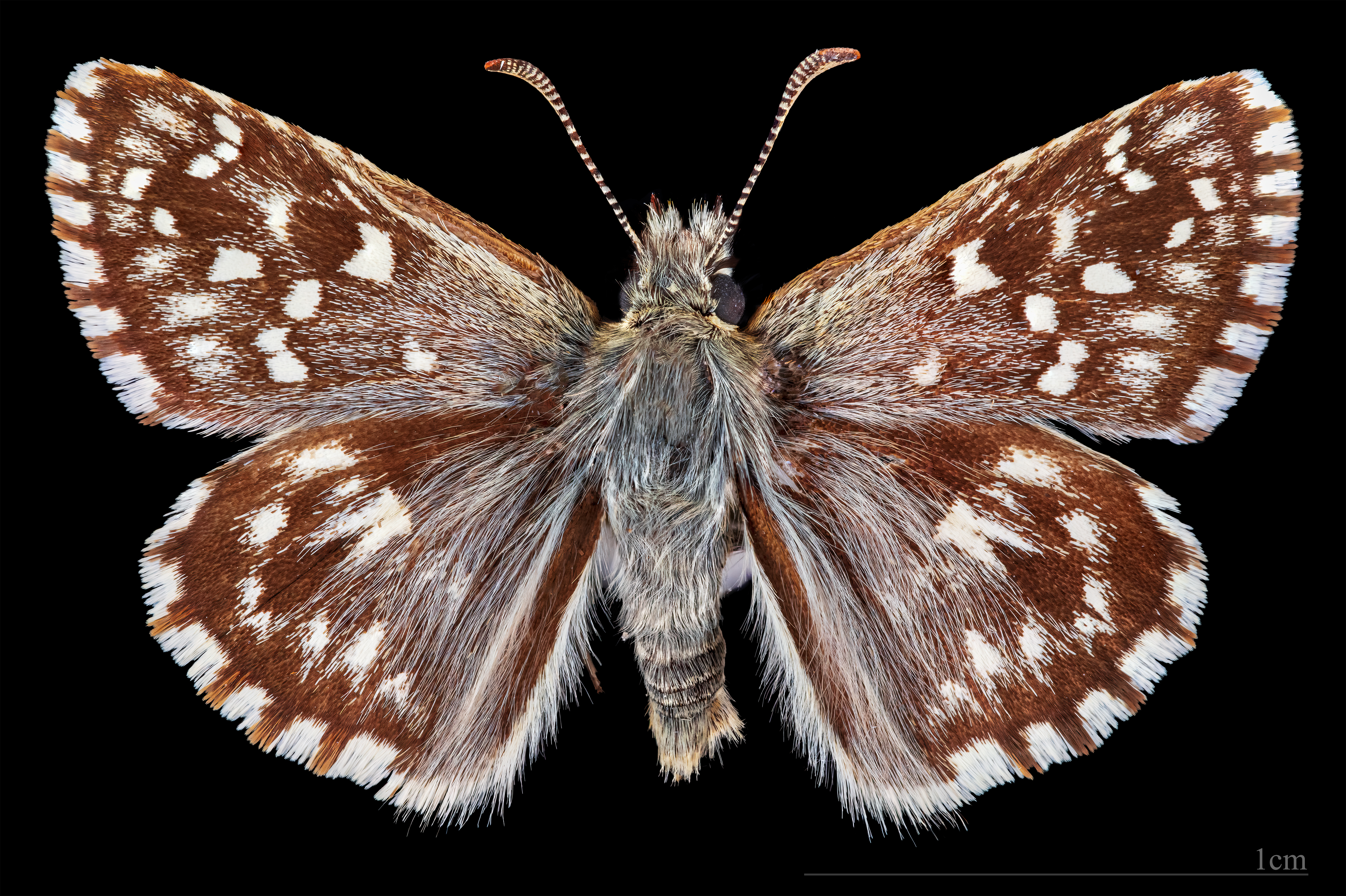
Pyrgus malvoide ♂
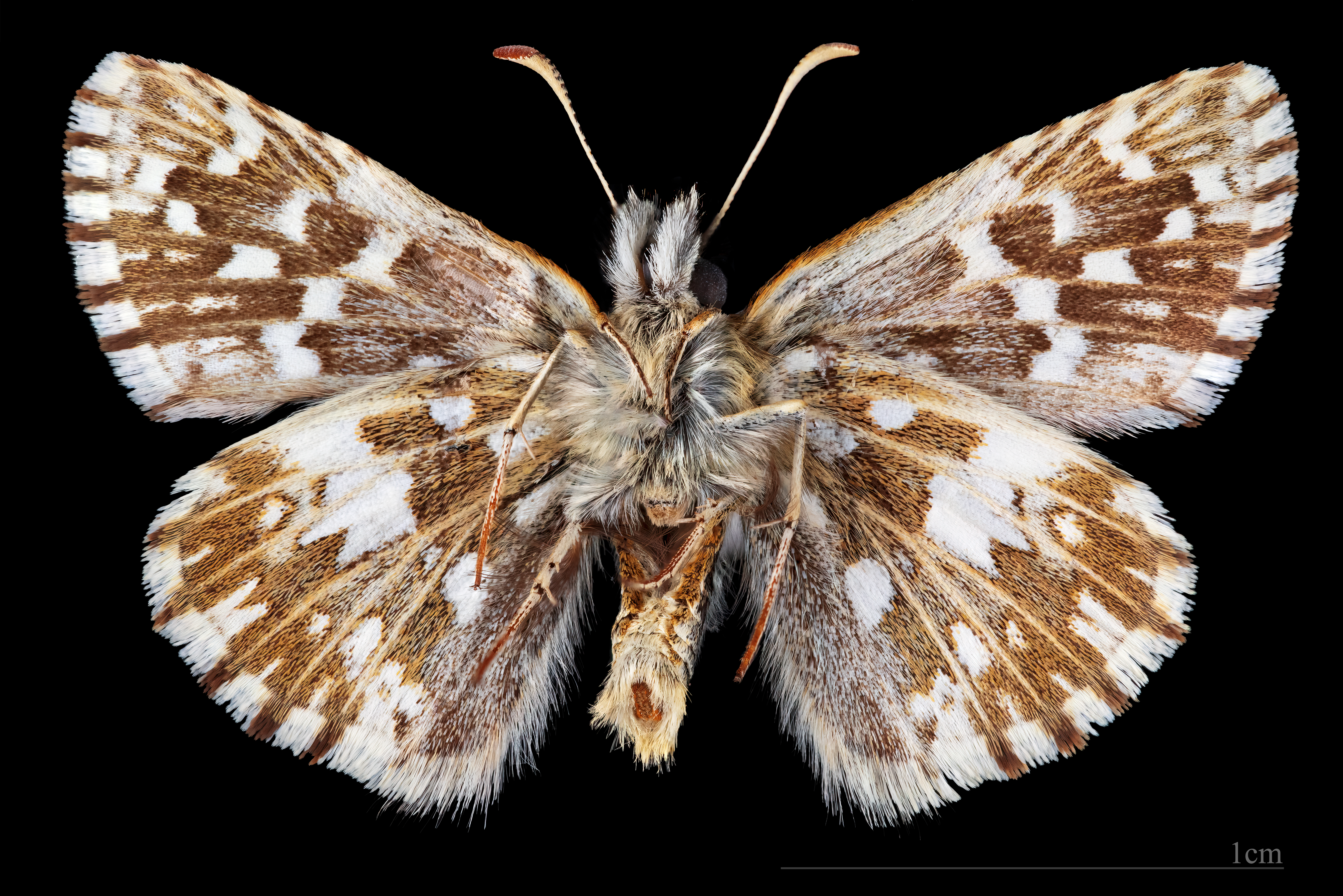
Pyrgus malvoide ♂ ♀ △

## Distribución
Se encuentra en la península ibérica (España y Portugal), oeste y sur de la Francia continental (al sur, a partir de una línea que une el departamento francés de Charente Marítimo, el Macizo Central y Alta Saboya), sudeste de Suiza (sur de Engadina), suroeste de Austria (sur de Innsbruck) e Italia, incluyendo la península de Istria y Sicilia.
Ausente en las islas Baleares, Córcega y Cerdeña.

## Periodo de vuelo
Vuela en dos generaciones: la primera, entre abril y junio, y la segunda, entre finales de julio y agosto; a gran altitud sólo hay una, en junio-julio.

## Biología
La oruga se alimenta de Potentilla (especialmente, de Potentilla pensylvanica y Potentilla erecta), Agrimonia y Fragaria. Hiberna como pupa.